# Saint-Austremoine
Pour les articles homonymes, voir Austremoine.
Saint-Austremoine est une commune française située dans le département de la Haute-Loire en région d'Auvergne-Rhône-Alpes.

## Géographie

### Localisation
La commune de Saint-Austremoine se trouve dans le département de la Haute-Loire, en région Auvergne-Rhône-Alpes. La commune est limitrophe du département
Elle se situe à 60 km par la route du Puy-en-Velay, préfecture du département, à 28 km de Brioude, sous-préfecture, et à 21 km de Mazeyrat-d'Allier, bureau centralisateur du canton du Pays de Lafayette dont dépend la commune depuis 2015 pour les élections départementales.
Les communes les plus proches sont : 
Cronce (3,2 km), Chazelles (3,2 km), Saint-Cirgues (3,8 km), Arlet (3,9 km), Ferrussac (3,9 km), Lavoûte-Chilhac (4,1 km), Chastel (5,5 km), Aubazat (5,7 km).
| Ally             |                   | Saint-Cirgues |
|                  | Saint-Austremoine |               |
| Chazelles Cantal | Cronce            | Arlet         |

### Hameaux

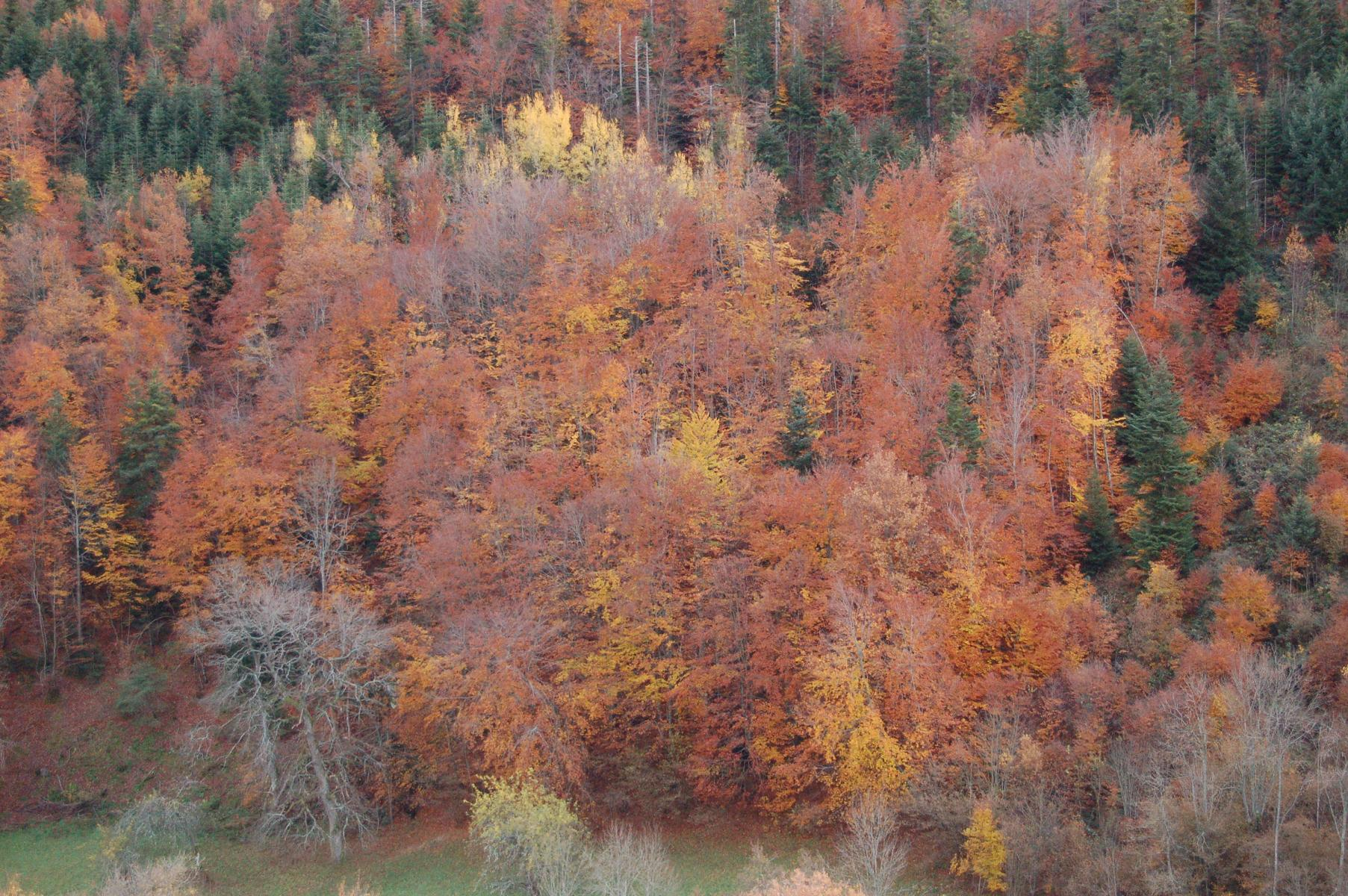
Forêt en face du hameau du Bénéfice.

La commune est composée de nombreux hameaux.
La Jarrige est située à plus basse altitude que les autres et est le moins peuplé. Le hameau de Cumiaux, aux confins du plateau d'Ally-Mercœur, domine l'horizon avec ses rochers sombres, tandis que le hameau du Bénéfice regarde le bois de Chazelles avec ses nombreuses espèces d'arbres.

### Géologie

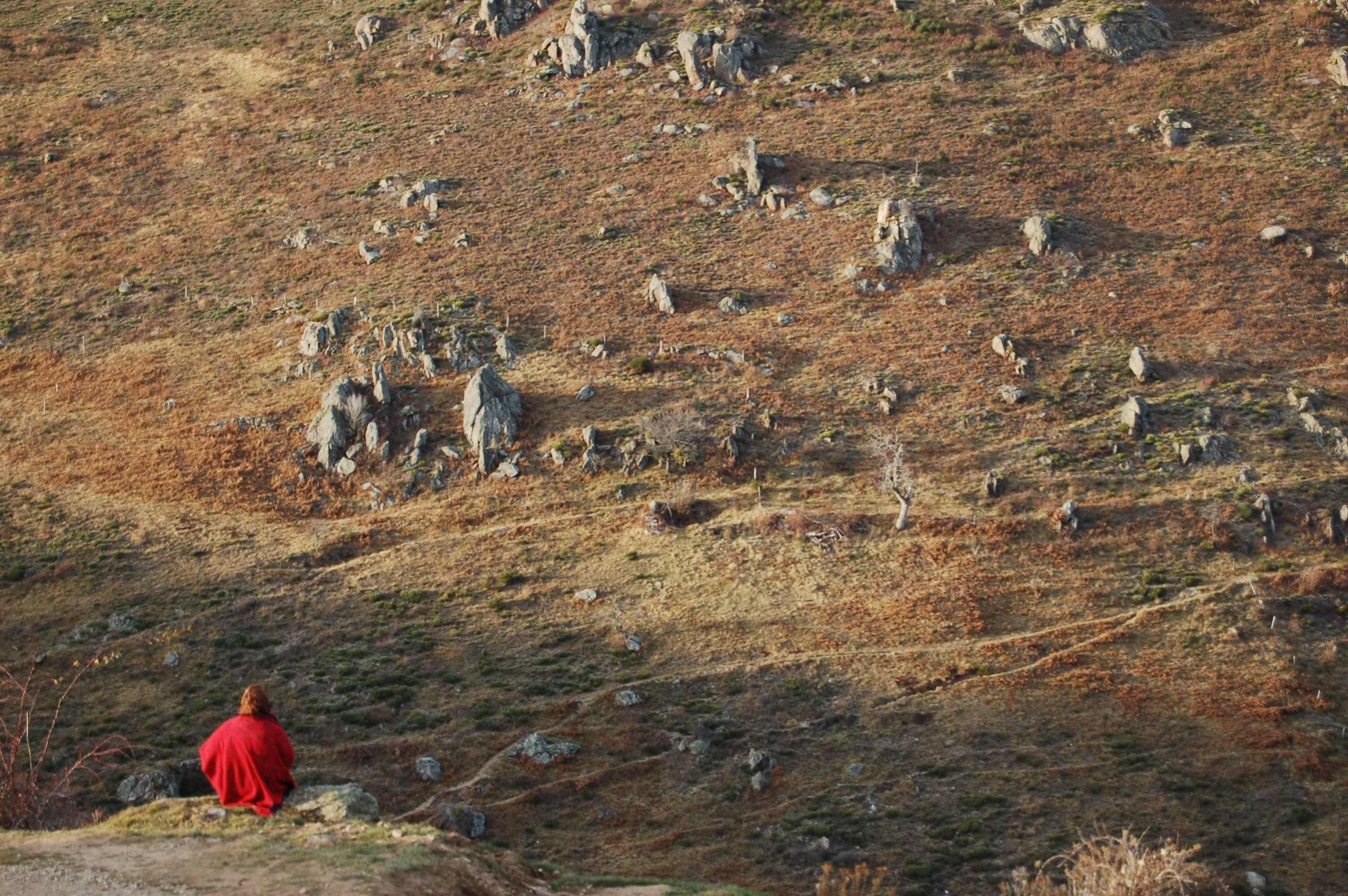
À deux pas de distance du Bénéfice, la lande aride de l'Esplot.

Le paysage du hameau de l'Esplot arbore une lande et un complexe leptyno-amphibolique. De fait, il s'agit d'une curiosité géologique, puisqu'il est l'une des rares éclogites du Massif central bien conservées. Ces roches attestent de l'histoire de la formation de la chaîne hercynienne et des grands accidents affectant la croûte terrestre. Il comprend des grenats de taille variable ainsi que des reliques associées à l’enfouissement de la lithosphère océanique.

### Climat
Pour des articles plus généraux, voir Climat d'Auvergne-Rhône-Alpes et Climat de la Haute-Loire.
En 2010, le climat de la commune est de type climat des marges montargnardes, selon une étude du Centre national de la recherche scientifique s'appuyant sur une série de données couvrant la période 1971-2000. En 2020, Météo-France publie une typologie des climats de la France métropolitaine dans laquelle la commune est exposée à un climat de montagne ou de marges de montagne et est dans la région climatique Nord-est du Massif Central, caractérisée par une pluviométrie annuelle de 800 à 1 200 mm, bien répartie dans l’année.
Pour la période 1971-2000, la température annuelle moyenne est de 10,1 °C, avec une amplitude thermique annuelle de 15,8 °C. Le cumul annuel moyen de précipitations est de 700 mm, avec 8,5 jours de précipitations en janvier et 6 jours en juillet. Pour la période 1991-2020, la température moyenne annuelle observée sur la station météorologique de Météo-France la plus proche, « Auvers », sur la commune d'Auvers à 14 km à vol d'oiseau, est de 6,7 °C et le cumul annuel moyen de précipitations est de 1 045,3 mm,. Pour l'avenir, les paramètres climatiques de la commune estimés pour 2050 selon différents scénarios d'émission de gaz à effet de serre sont consultables sur un site dédié publié par Météo-France en novembre 2022.

## Urbanisme

### Typologie
Au 1er janvier 2024, Saint-Austremoine est catégorisée commune rurale à habitat très dispersé, selon la nouvelle grille communale de densité à sept niveaux définie par l'Insee en 2022.
Elle est située hors unité urbaine. Par ailleurs la commune fait partie de l'aire d'attraction de Langeac, dont elle est une commune de la couronne,. Cette aire, qui regroupe 14 communes, est catégorisée dans les aires de moins de 50 000 habitants,.

### Occupation des sols
L'occupation des sols de la commune, telle qu'elle ressort de la base de données européenne d’occupation biophysique des sols Corine Land Cover (CLC), est marquée par l'importance des forêts et milieux semi-naturels (73,4 % en 2018), une proportion identique à celle de 1990 (73,4 %). La répartition détaillée en 2018 est la suivante : 
forêts (51,3 %), milieux à végétation arbustive et/ou herbacée (22,1 %), prairies (18,1 %), zones agricoles hétérogènes (8,5 %). L'évolution de l’occupation des sols de la commune et de ses infrastructures peut être observée sur les différentes représentations cartographiques du territoire : la carte de Cassini (XVIIIe siècle), la carte d'état-major (1820-1866) et les cartes ou photos aériennes de l'IGN pour la période actuelle (1950 à aujourd'hui).

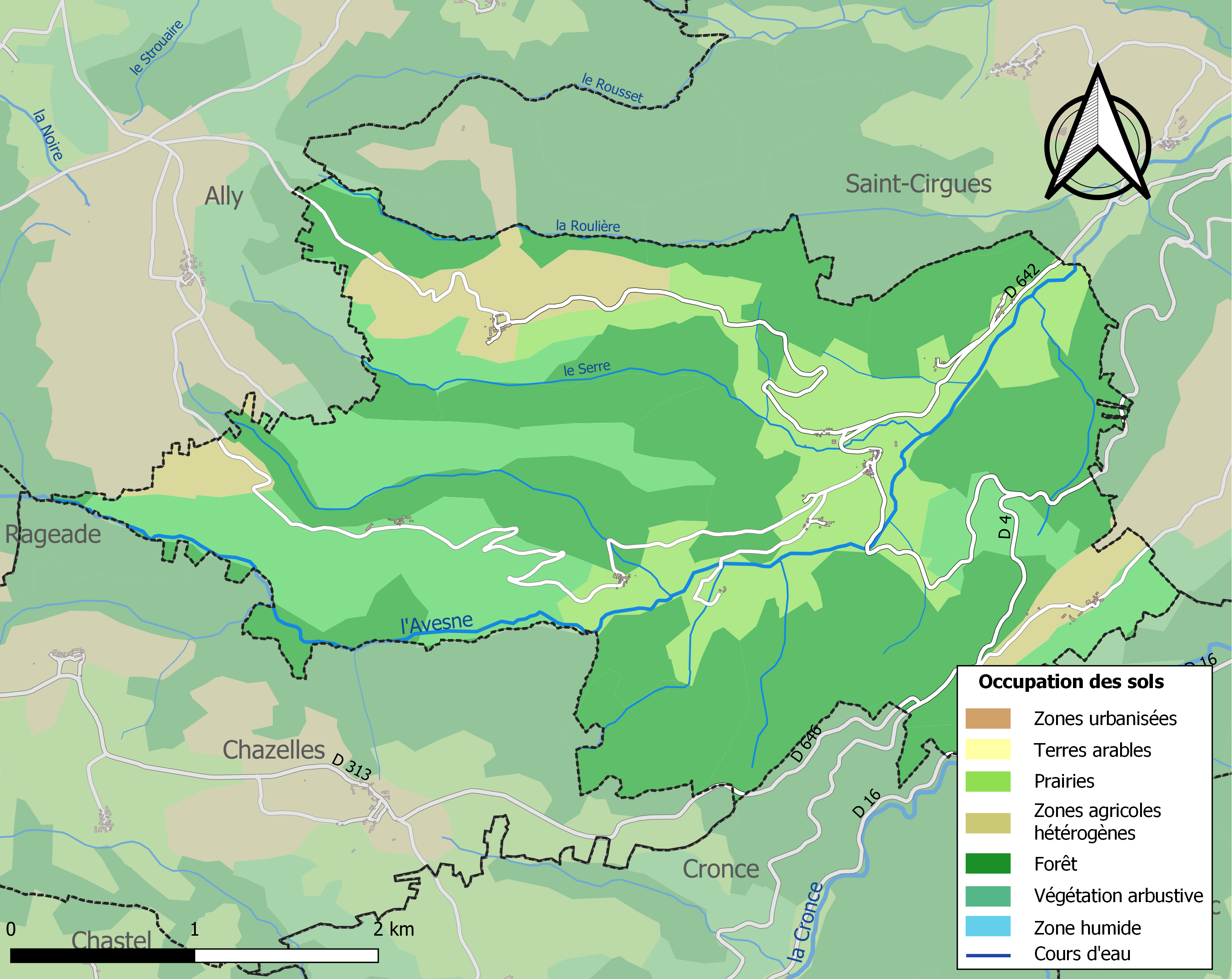
Carte des infrastructures et de l'occupation des sols de la commune en 2018 (CLC).

### Habitat et logement
En 2018, le nombre total de logements dans la commune était de 59, alors qu'il était de 60 en 2013 et de 56 en 2008.
Parmi ces logements, 40,8 % étaient des résidences principales, 40,1 % des résidences secondaires et 19,2 % des logements vacants. Ces logements étaient pour 98,4 % d'entre eux des maisons individuelles et pour 1,6 % des appartements.
Le tableau ci-dessous présente la typologie des logements à Saint-Austremoine en 2018 en comparaison avec celle de la Haute-Loire et de la France entière. Une caractéristique marquante du parc de logements est ainsi une proportion de résidences secondaires et logements occasionnels (40,1 %) supérieure à celle du département (16,1 %) et à celle de la France entière (9,7 %). Concernant le statut d'occupation de ces logements, 68 % des habitants de la commune sont propriétaires de leur logement (73,9 % en 2013), contre 70 % pour la Haute-Loire et 57,5 pour la France entière.
| Typologie                                               | Saint-Austremoine | Haute-Loire | France entière |
| ------------------------------------------------------- | ----------------- | ----------- | -------------- |
| Résidences principales (en %)                           | 40,8              | 71,5        | 82,1           |
| Résidences secondaires et logements occasionnels (en %) | 40,1              | 16,1        | 9,7            |
| Logements vacants (en %)                                | 19,2              | 12,4        | 8,2            |

## Toponymie
S. Austremoini (1379).

## Histoire
La commune a pris comme nom celui d'Austremoine premier évêque de Clermont envoyé par Rome vers 250 pour évangéliser l'Auvergne. De nombreuses églises lui sont dédiées en Auvergne dont celle d'Issoire.
Au cours de la période révolutionnaire de la Convention nationale (1792-1795), la commune a porté le nom d'Austremoine-d'Avène.

## Politique et administration

### Découpage territorial
La commune de Saint-Austremoine est membre de la communauté de communes des Rives du Haut Allier, un établissement public de coopération intercommunale (EPCI) à fiscalité propre créé le 27 décembre 2016 dont le siège est à Langeac. Ce dernier est par ailleurs membre d'autres groupements intercommunaux.
Sur le plan administratif, elle est rattachée à l'arrondissement de Brioude, au département de la Haute-Loire, en tant que circonscription administrative de l'État, et à la région Auvergne-Rhône-Alpes.
Sur le plan électoral, elle dépend du canton du Pays de Lafayette pour l'élection des conseillers départementaux, depuis le redécoupage cantonal de 2014 entré en vigueur en 2015, et de la deuxième circonscription de la Haute-Loire   pour les élections législatives, depuis le redécoupage électoral de 1986.

### Liste des maires
| Période                                  | Période                   | Identité          | Étiquette | Qualité |
| ---------------------------------------- | ------------------------- | ----------------- | --------- | ------- |
|                                          | mars 2008 - réélu en 2014 | Jean-Paul Fagheon |           |         |
| Les données manquantes sont à compléter. |                           |                   |           |         |

## Population et société

### Démographie

#### Évolution démographique
L'évolution du nombre d'habitants est connue à travers les recensements de la population effectués dans la commune depuis 1793. Pour les communes de moins de 10 000 habitants, une enquête de recensement portant sur toute la population est réalisée tous les cinq ans, les populations de référence des années intermédiaires étant quant à elles estimées par interpolation ou extrapolation. Pour la commune, le premier recensement exhaustif entrant dans le cadre du nouveau dispositif a été réalisé en 2004.

En 2022, la commune comptait 52 habitants, en évolution de +20,93 % par rapport à 2016 (Haute-Loire : +0,36 %, France hors Mayotte : +2,11 %).
| 1793 | 1800 | 1806 | 1821 | 1831 | 1836 | 1841 | 1846 | 1851 |
| ---- | ---- | ---- | ---- | ---- | ---- | ---- | ---- | ---- |
| 355  | 353  | 315  | 262  | 263  | 342  | 341  | 375  | 326  |

| 1856 | 1861 | 1866 | 1872 | 1876 | 1881 | 1886 | 1891 | 1896 |
| ---- | ---- | ---- | ---- | ---- | ---- | ---- | ---- | ---- |
| 358  | 345  | 324  | 272  | 276  | 294  | 297  | 362  | 354  |

| 1901 | 1906 | 1911 | 1921 | 1926 | 1931 | 1936 | 1946 | 1954 |
| ---- | ---- | ---- | ---- | ---- | ---- | ---- | ---- | ---- |
| 306  | 301  | 295  | 200  | 171  | 170  | 160  | 151  | 139  |

| 1962 | 1968 | 1975 | 1982 | 1990 | 1999 | 2004 | 2006 | 2009 |
| ---- | ---- | ---- | ---- | ---- | ---- | ---- | ---- | ---- |
| 124  | 119  | 94   | 87   | 80   | 58   | 58   | 53   | 50   |

| 2014 | 2019 | 2022 | - | - | - | - | - | - |
| ---- | ---- | ---- | - | - | - | - | - | - |
| 44   | 50   | 52   | - | - | - | - | - | - |

#### Pyramide des âges
La population de la commune est relativement âgée.
En 2018, le taux de personnes d'un âge inférieur à 30 ans s'élève à 22 %, soit en dessous de la moyenne départementale (31 %). À l'inverse, le taux de personnes d'âge supérieur à 60 ans est de 40 % la même année, alors qu'il est de 31,1 % au niveau départemental.
En 2018, la commune comptait 32 hommes pour 16 femmes, soit un taux de 66,67 % d'hommes, largement supérieur au taux départemental (49,13 %).
Les pyramides des âges de la commune et du département s'établissent comme suit.
| Hommes | Classe d’âge | Femmes |
| ------ | ------------ | ------ |
| 0,0    | 90 ou +      | 0,0    |
| 12,1   | 75-89 ans    | 5,9    |
| 30,3   | 60-74 ans    | 29,4   |
| 18,2   | 45-59 ans    | 23,5   |
| 21,2   | 30-44 ans    | 11,8   |
| 9,1    | 15-29 ans    | 11,8   |
| 9,1    | 0-14 ans     | 17,6   |

| Hommes | Classe d’âge | Femmes |
| ------ | ------------ | ------ |
| 0,9    | 90 ou +      | 2,5    |
| 8,4    | 75-89 ans    | 11,7   |
| 20,4   | 60-74 ans    | 20,5   |
| 21,3   | 45-59 ans    | 20,3   |
| 16,8   | 30-44 ans    | 16,3   |
| 15,2   | 15-29 ans    | 13,2   |
| 17     | 0-14 ans     | 15,6   |

## Économie

### Emploi
| Division       | 2008  | 2013  | 2018  |
| -------------- | ----- | ----- | ----- |
| Commune        | 9,7 % | 6,9 % | 3,6 % |
| Département    | 6,3 % | 7,7 % | 7,7 % |
| France entière | 8,3 % | 10 %  | 10 %  |

En 2018, la population âgée de 15 à 64 ans s'élève à 27 personnes, parmi lesquelles on compte 64,3 % d'actifs (60,7 % ayant un emploi et 3,6 % de chômeurs) et 35,7 % d'inactifs,. En  2018, le taux de chômage communal (au sens du recensement) des 15-64 ans est inférieur à celui de la France et du département, alors qu'en 2008 la situation était inverse.
La commune fait partie de la couronne de l'aire d'attraction de Langeac, du fait qu'au moins 15 % des actifs travaillent dans le pôle,. Elle compte 8 emplois en 2018, contre 6 en 2013 et 8 en 2008. Le nombre d'actifs ayant un emploi résidant dans la commune est de 16, soit un indicateur de concentration d'emploi de 47,1 % et un taux d'activité parmi les 15 ans ou plus de 40,9 %.
Sur ces 16 actifs de 15 ans ou plus ayant un emploi, 8 travaillent dans la commune, soit 47 % des habitants. Pour se rendre au travail, 70,6 % des habitants utilisent un véhicule personnel ou de fonction à quatre roues et 29,4 % n'ont pas besoin de transport (travail au domicile).

## Culture locale et patrimoine

### Lieux et monuments
- Église Saint-Austremoine.